# Сила нічних жахіть
Сила нічних жахіть (англ. The Power of Nightmares: The Rise of the Politics of Fear) — британський телевізійний документальний цикл телеканалу BBC. В основному він складається з архівних кадрів, з розповіддю Адама Кертіса. Серіал спочатку транслювався у Сполученому Королівстві у 2004 році. Згодом він виходив у ефір у багатьох країнах та демонструвався на різних кінофестивалях, включаючи Каннський кінофестиваль 2005 року.
У фільмі порівнюється підйом неоконсервативного руху в США та радикального ісламістського руху, проводячи порівняння між їх витоками та зауважуючи схожість між двома групами.
Дуже суперечливим твердженням, у фільмі є те що радикальний ісламізм як масивна, зловісна організація, зокрема в формі Аль-Каїди, є міфом або благородною брехнею, яку увічнили лідери багатьох країн - та особливо неоконсерватори у США - у новій спробі, об'єднати та надихнути свій народ, після остаточного провалу утопічних ідей.

## Синопсис

### Частина 1. "На вулиці холодно, крихітко"
Перша частина  циклу пояснює витоки ісламізму та неоконсерватизму. У ній показано, що єгипетський державний службовець Саїд Кутб, зображений як основоположник сучасного ісламістського мислення, відвідує США, щоб дізнатися про їхню систему освіти, але потім йому стає огидно від того, що він оцінює як розбещення моралі та чеснот у західному суспільстві через індивідуалізм

### Частина 2. "Примарна перемога"
У другій частині ісламістські угруповання, які швидко потрапляють під більш радикальний вплив Завахірі та його багатого саудівського поплічника Усами бін Ладена, приєднуються до неоконсервативної адміністрації Рейгана для боротьби з вторгненням Радянського Союзу в Афганістан. Коли Радянський Союз врешті-решт виводить війська з Афганістану, і коли Східний блок починає розпадатися в 1989 році, і ісламісти, і неоконсерватори вважають, що саме вони є головними архітекторами розпаду Радянського Союзу. Кертіс стверджує, що Радянський Союз і так був на межі розпаду. Однак ісламісти бачать це зовсім інакше. Після своєї перемоги вони вірять, що зможуть створити "чисті" ісламські держави в Єгипті та Алжирі. Спроби створити такі ісламські держави блокуються силою. Тоді ісламісти намагаються розпалити революції в Єгипті та Алжирі, використовуючи тероризм, щоб налякати народ і змусити його повстати проти своїх лідерів. Але люди налякані насильством, і алжирський уряд використовує цей страх як спосіб утримати владу. Зрештою, ісламісти оголошують все населення країн повністю зараженим західними цінностями. Зрештою, в Алжирі вони починають ополчатися один на одного, вважаючи, що члени інших терористичних угруповань не є справжніми мусульманами.  